# 南まりか
南 まりか（みなみ まりか、1985年11月18日 - ）は、日本のタレント、元グラビアアイドル。愛称は、まりかさん。
東京都出身。サンズエンタテインメント所属。
夫はプロサッカー選手・小池純輝。

## 人物・来歴
一時期ソリッドサンズエンタテインメント（SSE）に転籍。
2007年に芸能界デビュー。同年1月15日、芸能人女子フットサルチーム「carezza」に入団。背番号は「12」。Jリーグに所属するザスパクサツ群馬のサポーターでもある。
2008年4月より『今夜もドル箱!!』（テレビ東京）のアシスタント（新ドル箱エンジェルス→新々ドル箱エンジェルス）として出演、それ以降は様々なパチンコ・パチスロ番組に出演し、自身の冠番組も持っている。大当たりを引いた際に「見たかぁー!!あたいの引きをー」又は「あたいの引きを見たかー‼」という決め台詞を持つ。
2015年12月14日にJリーガー・小池純輝と結婚したことが明らかになった。 結婚後も芸能活動は続けるが、グラビア活動は結婚に関係なくすでに卒業している。
日商簿記検定1級の資格を持つ。サンズに入る前に約2年半、OLとして新宿のインテリア会社に経理として勤務していた。
2016年10月30日、自身のブログで第1子妊娠を公表。

### お笑い活動
サンズ入りがほぼ同期でcarezza同期入団の吉野ももみとお笑いコンビ「とうふ」を2007年2月結成、同年3月7日、東京都中野区Studio twlで行われた『新人紅白ネタ合戦』にて初舞台。テレビやライブへの出演など、定期的に活動していた。このコンビ名の由来は、最初は思い付きで吉野が名付けたという。その後、このコンビ名に「豆腐は腹に優しいから人にも優しい」ということや「世間的に大好物というわけではないが、嫌われてもなく、色々な味付けが出来る＝色々な可能性を持っている」という意味を付けている、と話していたことがあった。
吉野がとぼけたようなキャラクターを持ち味とし、「ま～りかさ～ん」と振ったのを受けて、南が「な～に? ももみさん」と返すという最初のパターンが多かった。本人たちが「鉄板ネタ」と話していたものには、自分たちの胸をネタにして「あんたの～胸は、トマトみた～い」という台詞を発していたものがあった。また、南がベースを弾きながらこのネタを演じたということもあった。中には、男性用のTシャツ姿がステージ衣装だったこともあった。
2007年の「M-1グランプリ」にも挑戦したが、1回戦で敗退。その後、吉野は2008年2月頃からさなとコンビを組んでのお笑い活動を始め、同年3月頃でとうふは実質上解散。吉野はそのまま、さなとのコンビ『相方不在』のメンバーとなってお笑い活動を続行、2009年7月29日に吉野の留学により相方不在、及び個人での活動を休止。南もお笑いの活動を辞めている。

## 出演

### テレビ番組
レギュラー
過去の出演番組
- Kunoichi.TV（テレビ北海道）
- 草野☆キッド（テレビ朝日） - 「とうふ」時代の出演
- 内村さまぁ〜ず（ミランカ、第33回） - 「とうふ」時代の出演
- あっ!と芸人コレクション!　－とうふ－（あっ!とおどろく放送局）
- ウギブギ（2008年2月29日、TBSテレビ）
- 嗚呼!花の料理人（2008年3月20日、日本テレビ）事務所の先輩のMEGUMIら一緒にゲスト。
- 今夜もドル箱!!（2008年4月 - 2011年3月29日、テレビ東京）アシスタント
- WWW（2008年4月 - 、讀賣テレビ）
- リーダー'S ハウ トゥ Book（2008年5月19日、テレビ朝日）ゲスト
- なべあちっ!（2008年5月19日,26日、フジテレビ）
- ダウンタウンDX（2008年7月17日、10月23日、日本テレビ）
- むちゃぶり!（2008年8月27日、TBSテレビ）
- クイズ!紳助くん（2008年9月22日、朝日放送）
- 音笑!MMM(2008年10月～2009年3月、日本テレビ)
- 志村けんのバカ殿様（フジテレビ）
  - 2008秋の豪華爆笑スペシャル!!（2008年10月3日）
  - 2009年の初めはバカ笑い！特大版（2009年1月8日）
  - 秋!笑いの祭典スペシャル（2009年10月6日）
  - 初笑い!時代劇スペシャル（2010年1月7日）
- ロンドンハーツ2008秋 3時間スペシャル（2008年10月14日、テレビ朝日）
- 浜ちゃんが!（2008年10月21日、日本テレビ）
- LEADER'S HOW TO BOOK ジョーシマサイト（2008年12月15日、テレビ朝日）
- 踊る!さんま御殿!!（2009年5月12日、日本テレビ）
- Webで簡単予約!厳選いい宿ナビ（2010年1月24日、テレビ東京）
- マルさまぁ〜ず（2010年8月11日、TBSテレビ）
- 近未来回胴伝説 ガチスロ（～2012年3月、テレビ埼玉他）
- まりか&Hi-Hiの真王伝説（2010年4月～2012年10月、テレビ埼玉）
- ウドちゃんカナちゃん お悩み相談本舗（2012年10月13日、TOKYO MX）
- コージー冨田のものパチJPN!!（2013年4月4日・11日、テレビ神奈川）
- 南まりかのTOCHI TAMA!（2013年10月 - 2015年3月、とちぎテレビ）
- 南まりかの唐突ドロップキック（2011年10月 -2017年2月 、パチンコ★パチスロTV!）

### テレビドラマ
- お助け屋☆陣八 第6話（2013年2月14日、読売テレビ） - リンゴ 役

### 映画
- 上島ジェーン（2009年5月9日公開、ポニーキャニオン） - マリ 役
- ぬくぬくの木（2011年11月19日公開）

### オリジナルビデオ
- TOKYOスピーシーズ（2012年2月3日、アルバトロス） - リカ 役

### インターネット番組
- アイパイ★ちゃんねる生放送（2009年2月25日、ニコニコ動画 アイパイ★ちゃんねる）
- Kunoichi.TV（GyaO）
- 野田義治の巨乳道 (2010年9月3日、ustream)
- コイカツ　恋愛ノウハウトークライブvol.2（マシェリバラエティ　マシェバラ 2011年2月24日）
- ONE TAMA!（パチテレ！FAN 2012年9月7日）
- 小林恵美と南まりかのたまにはホメて！（ニコジョッキー、2012年7月26日開始）
- 亜里沙と一部お見苦しい点が御座います #9（2013年6月14日、ニコジョッキー）

### ラジオ
- RADICAL LEAGUE（2008年2月4日・5月16日、エフエム富士）
- オーレ!ザスパDX（エフエム群馬）
- 南まりかのきいちゃだめっ!（2009年10月-2010年3月、ニッポン放送）

### 携帯サイト
- アイドルがイッパイ （アイパイ）

## 作品

### DVD
- M（2009年2月25日、GPミュージアム）
- Dear…（2009年5月22日、グラッソ）
- SWINUTION（2009年10月22日、イーネット・フロンティア）
- まりっか!（2010年12月17日、イーネット・フロンティア）
- Southern Wind（2010年6月19日、イーネット・フロンティア）
- monsoon〜みなみの季節〜（2011年4月22日、イーネット・フロンティア）
- M〜holic（2012年10月19日、イーネット・フロンティア）

### 書籍
- 収支をつければパチンコ・パチスロは負けない（2012年6月8日、ワニブックスPLUS新書）